# Junkers A 50
Junkers A 50 Junior byl jednomotorový, dvoumístný celokovový lehký letoun, jehož první let se uskutečnil 13. února 1929. Letoun navrhl Hermann Pohlmann (1894–1991) z německé společnosti Junkers & Co (Junkers Flugzeug- und Motorenwerke AG, Dessau). Byl to první celokovový sportovní letoun.

## Vznik a vývoj
A 50, původně vyvinutý pod označením EF31, byl primárně určen pro sportovní letectví, výcvik a akrobacii, ale mohl být také používán pro leteckou turistiku. Pokud na palubě nebyl žádný cestující, bylo by možné uvolněné sedadlo uzavřít krytem.
Po prvním letu v únoru 1929 byly v průběhu roku vyrobeny čtyři prototypy pro testování různých motorů a podvozků, mj. byly zkoušeny motory Junkers David (47 kW), Anzani (37 kW) a Walter Vega (59 kW). Továrna Junkers předpokládala, že vyrobí až 5000 těchto lidových letadel (Volksflugzeug). I proto typ označila jako A 50. Vyrobeno však bylo "jen" 69 letounů, protože letadlo s cenou asi 16 200 říšských marek bylo poměrně drahé a navíc od října 1929 došlo k velké hospodářské krizi, která podstatně omezila kupní potenciál. Rozhodně to nebylo levné a cenově dostupné sportovní letadlo pro lidové masy.

Prodáno bylo pouze 50 strojů z celkem 69 vyrobených. S těmito letadly létali soukromí piloti mimo Německa také ve Finsku, Portugalsku, Švédsku, Švýcarsku, ve Velké Británii a mimo Evropu v Japonsku, Jižní Africe, v Brazílii, Bolívii, Paraguayi a Austrálii atd. Některé stroje byly využívány leteckými společnostmi, např. v Brazílii to bylo společností VARIG. Ale jelikož byla kapacita pouze pro jednoho cestujícího, hlavní využití bylo v přepravě pošty a menších balíčků. Letouny potom sloužily v Brazílii jako školní letadla až do roku 1944, kdy byly vyřazeny ze služby. Německá Deutsche Luft Hansa měla v provozu 12 letounů A 50.

## Popis letounu
Jednalo se o jednomotorový dvoumístný dolnoplošník s oválným průřezem trupu a duralovým vlnitým plechem. Měl stejnou moderní celokovovou konstrukci pokrytou vlnitým plechem stejně, jak bylo typické pro větší, dopravní letadla Junkers. Počínaje variantou A50be byla křídla sklopná. Bylo mu vytýkáno, že u tak malého letounu tato celokovová konstrukční metoda nevyhovuje zcela, neboť i přes použití v podstatě slabých plechů (0,2-0,35 mm) byl letoun poměrně těžký, pomalý a měl malou užitečnou nosnost. Výhodou ovšem zůstávala skvělá ovladatelnost stroje, jakož i odolnost vůči vlivům povětrnosti.
Křídlo bylo trojdílné, vnitřní obdélníková část spojena pevně s trupem, vnější lichoběžníkové části se snižovaným profilem. Konstrukce, provedená z duralových trubek, byla tvořena čtyřmi podélníky, spojené trojúhelníkovou trubkovou konstrukcí. Vnější tvar profilu bez žeber byl tvořen přímo krytem z vlnitého duralového plechu tloušťky 0,25-0,3 mm. Stejně byla provedena dlouhá nevyvážená balanční křidélka. Vnější nástavce nosné plochy křídla byly připojeny na střední část matkami, jimiž byly spojeny jednotlivé podélníky, a zvláštním kováním na přední hraně, které dovolovalo otočení a sklopení křídel.
Trup byl štíhlý, průřezu oválného, končil vzadu svislou hranou. Byl snýtován z duralového plechu tloušťky 0,3 mm, neměl vnitřní konstrukce vyjma několika přepážek, které pouze udržovaly tvar průřezu. Pouze lože křídel a lože motoru byly spojeny trubkovou konstrukcí. Dvoučlenná posádka, sedící v tandemu v oddělených otevřených kokpitech využívala zdvojené řízení, zdvojené palubní přístroje Askania, jakož i navigační přístroje pro let v mlze a v noci. Prostor pro zavazadla umístěn v trupu před pilotem.
Kormidla a vodící plochy byly provedeny stejně jako křídla. Výšková stabilizační plocha byla průběžná, úhel náběhu byl měnitelný na zemi. Kormidla byla uložena na kuličkových ložiscích, směrovka řízena lany, výškové kormidlo táhlem. Podvozek byl bez průběžné osy svařen z ocelových trubek o rozchodu kol 1,8 m, kola rozměru 85X610 byla opatřena brzdami. Vnější vzpěra byla odpérována tlačenými gumovými prstenci, stejně jako zadní, ocelová ostruha.
Nejčastěji byl letoun osazen vzduchem chlazeným hvězdicovým pětiválcem Armstrong-Siddeley „Genet“ o výkonu 85-88 k anebo Siemens SH-13a se stejným výkonem. Dvě benzinové nádržky o celkové kapacitě 95 l byly uloženy ve střední části křídla po stranách trupu. Palivo bylo dopravováno k motoru membránovou pumpou AČ nebo pístovou pumpou Junkers Juma. Mimo to byla v klenutí trupu před cestujícím nouzová spádová nádržka o obsahu 12,5 litrů, do níž se čerpal benzin z hlavních nádržek ruční pumpičkou. Olejová nádržka na 12,5 litrů byla umístěna za motorem před protipožární přepážkou. Motor byl startován spouštěčem Bosch-Éclipse.

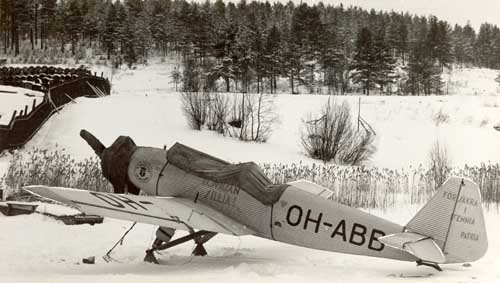
Junkers A 50 Junior (OH-ABB)

## Použití
Letadla si především pořizovali soukromí piloti z více než 11 zemí. Továrna letoun pro propagaci nasazovala do různých sportovních soutěží. Do soutěže turistických letadel Challenge International de Tourisme 1929 továrna přihlásila 4 letouny s motory Genet o výkonu 59 kW/80 k (st. č. D4-D7). Waldemar Roeder na letounu Junkers A50be (st. č. D5, D-1683) obsadil 11. místo a další letoun pilotován Kneerem skončil na 17. místě (st. č. D4). O rok později v této soutěži Alfred Gothe na A 50ci (st. č. E2, D-1863) obsadil 27. místo a Waldemar Roeder na A 50ce (st. č. A8, D-1862) skončil na 29. místě.

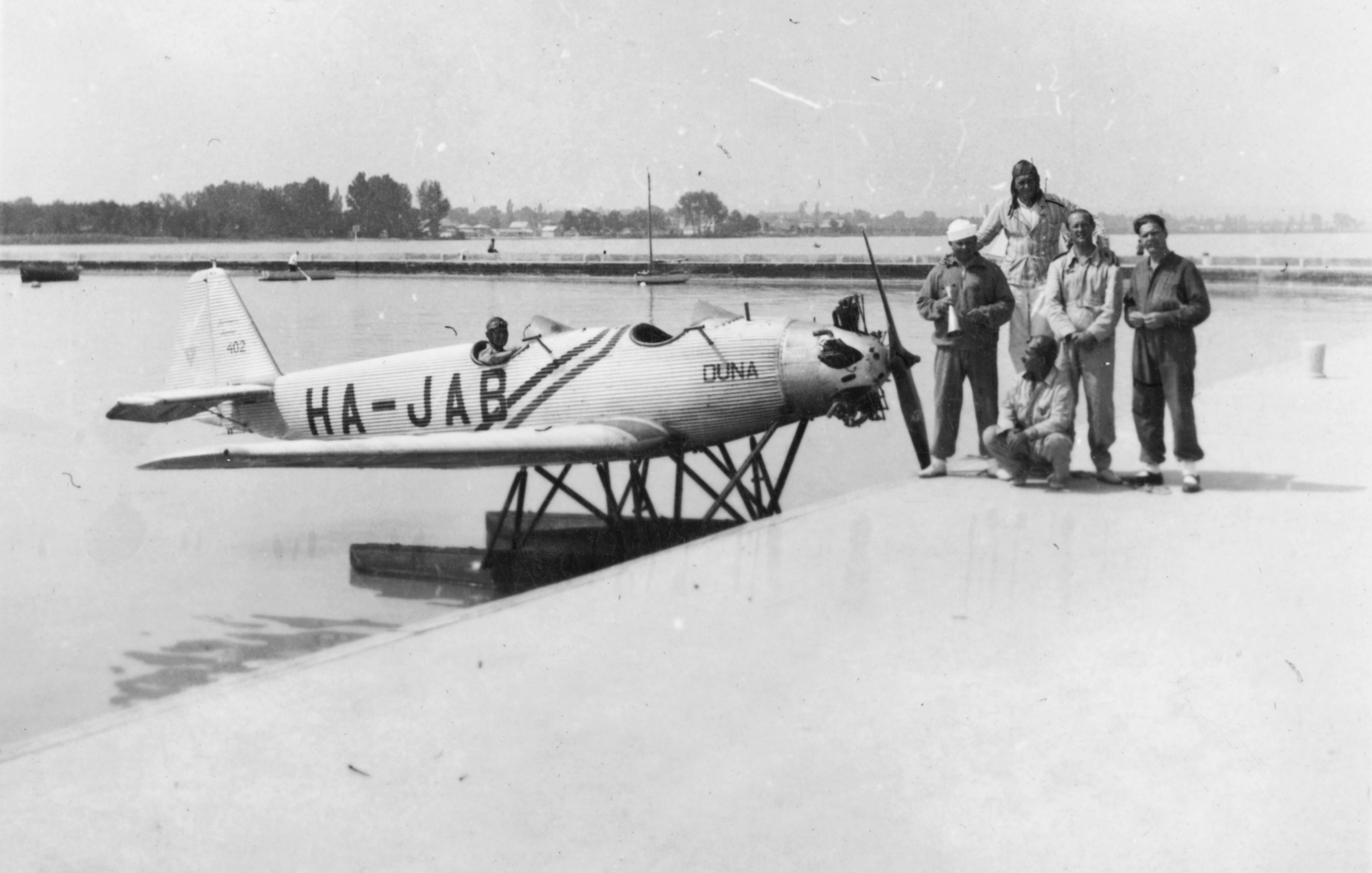
Junkers A-50 Junior, hydroplán na Balatonu (HA-JAB)

Typ A 50 ustanovil v roce 1930 řadu světových rekordů FAI. V plovákové verzi a s motorem Armstrong Siddeley Genet s výkonem 59 kW bylo za dva týdny dosaženo těchto výkonů:
- 4. června 1930: dostup 5 652 m, nadmořská výška bez cestujícího
- 4. června 1930: dostup 4 614 m, nadmořská výška s jedním cestujícím
- 6. června 1930: dolet 900.180 km (na uzavřeném okruhu s jedním cestujícím)
- 6. června 1930: trvání letu 8 hodin 27 minut (na uzavřeném okruhu s jedním cestujícím)
- 6. června 1930: průměrná rychlost 164,30 km / h (na uzavřeném okruhu s jedním cestujícím)
- 13. června 1930: dolet 2100,420 km (na uzavřeném okruhu bez cestujícího )
- 13. června 1930: trvání letu 16 hodin 29 minut (na uzavřeném okruhu bez cestujícího)
- 13. června 1930: průměrná rychlost 165,44 km / h (na uzavřeném okruhu bez cestujícího)

V srpnu 1930 byla Marga von Etzdorf první ženou, která letěla sama z Berlína do Tokia na svém žlutém Junkers Junioru. Letadlo bylo vybaveno přídavnými palivovými nádržemi a díky dostatku paliva mohlo uletět bez přerušení vzdálenost 1500 km. V roce 1932 s dalším letadlem (OH-ABB) vykonal pilot Väinö Bremer let z Helsinek do jihoafrického Kapského Města a poté zpět do Dessau v Německu. V roce 1933 Bremer s tímto letounem podnikl cestu kolem světa, byť oceány "překonával" na lodi.
Na letounech Junkers A 50 Junior byly zaznamenány i mimořádné události. Letoun společnosti brazilské Varig s imatrikulací P-BAAE z neznámých příčin 25. dubna 1931 v Porto Alegre havaroval. Při nouzovém přistání letadlo havarovalo a bylo zničeno. Pilot zahynul, druhý člen posádky byl vážně zraněn. Japonský letoun J-BENB havaroval 6. července 1931 na ostrově Hokkaidō při pokusu o přelet z Tokia do Los Angeles. Pilot se zachránil, letadlo se potopilo v zátoce v provincii Nemuro. Pilot Szent-Istvány Dezső při výcvikovém letu nad jezerem Balaton poblíž Siófoku havaroval s letounem HA-JAA. Letoun pokřtěný „Tisza“ havaroval za neznámých okolností a pilot zahynul. Pilot Hermann Röder letěl 4. června 1937 z Dessau do Berlína, když letadlo za neznámých okolností v Braniborsku havarovalo. Pilot zahynul.
Poslední "evropské" letadlo A50 létalo ve Finsku do 60. let 20. století.

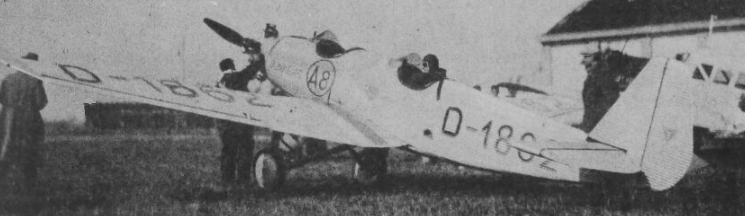
Junkers A 50, Waldemar Roeder, Challenge 1930 (Letec, 20.10.1930)

## Varianty

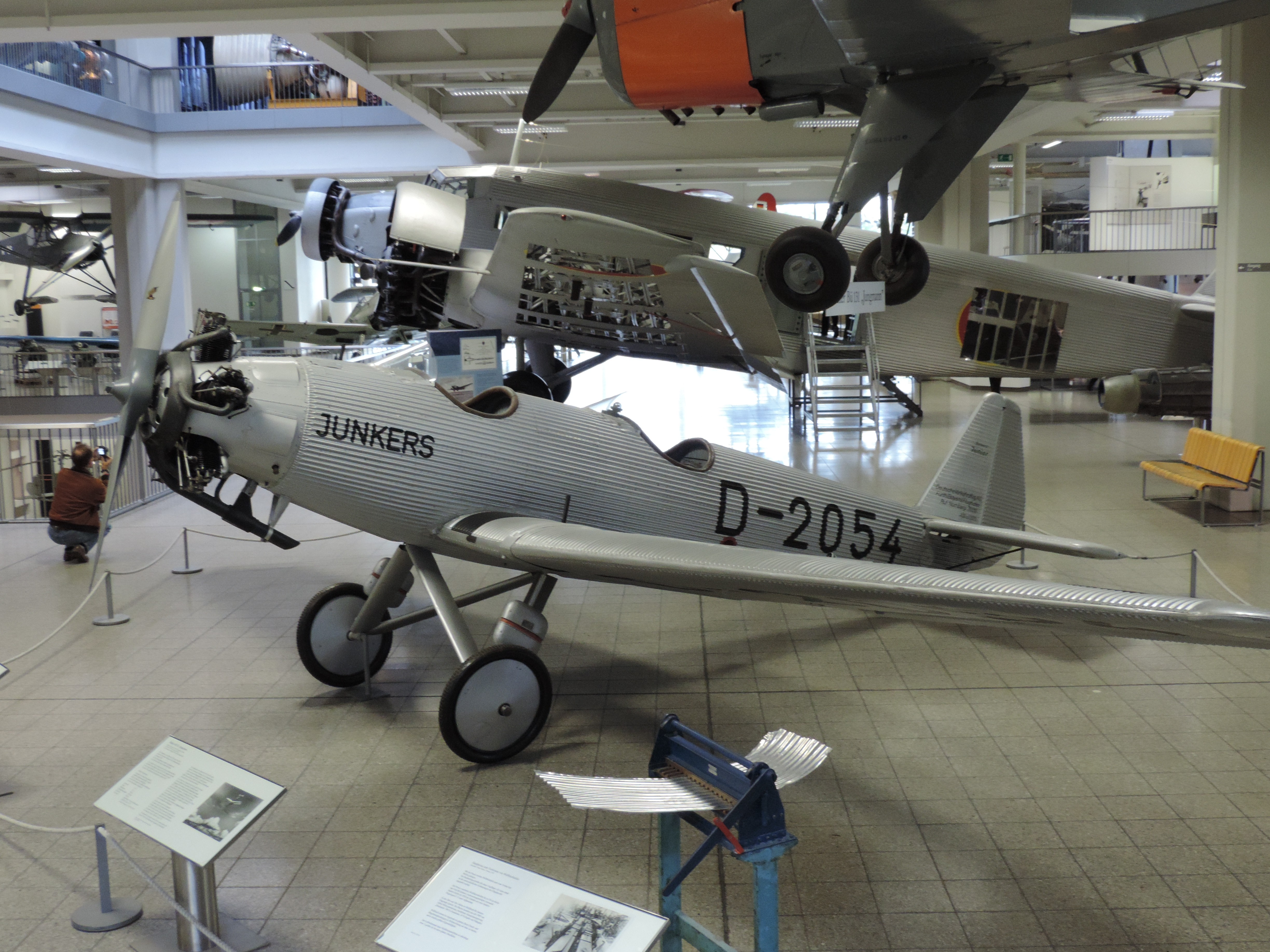
Junkers A 50ci Junior

- A 50 - prototyp s motorem Armstrong Siddeley Genet o výkonu 59 kW/80 k. Na rozdíl od následujících verzí neměl prototyp ještě křídla do V
- A 50ba - s motorem Walter Vega o výkonu 63 kW/85 k (D-1681). Vyroben pouze jediný letoun, protože se nejednalo ani o německý ani o anglický motor.
- A 50be - od roku 1929, s motorem Armstrong Siddeley Genet o výkonu 59 kW/80 k (např. D-1682, D-1683, D-1772)
- A 50be - od roku 1930, s motorem Armstrong Siddeley Genet II o výkonu 63 kW/85 k, pro export vybavován motorem Genet Major I o výkonu 74 kW/100 k (např. D-1784, D-1789, D-1790, D-1792, D-1794, D-1802, D-1803, D-1810, D-1811, D-1822, D-1828, D-1842, D-1862, D-1864, D-1865, D-1868, D-1896, D-1914, D-1915, D-2155, D-2166)
- A 50ci - od roku 1932, s motorem Siemens & Halske Sh 13 o výkonu 65 kW/89 k (např. D-1821, D-1863, D-1986, D-1987, D-1999, D-2010, D-2011 D-2039, D-2054, D-2108, D-2109, D-2042)
- A 50fe - s motorem Armstrong Siddeley Genet II o výkonu 63 kW/85 k

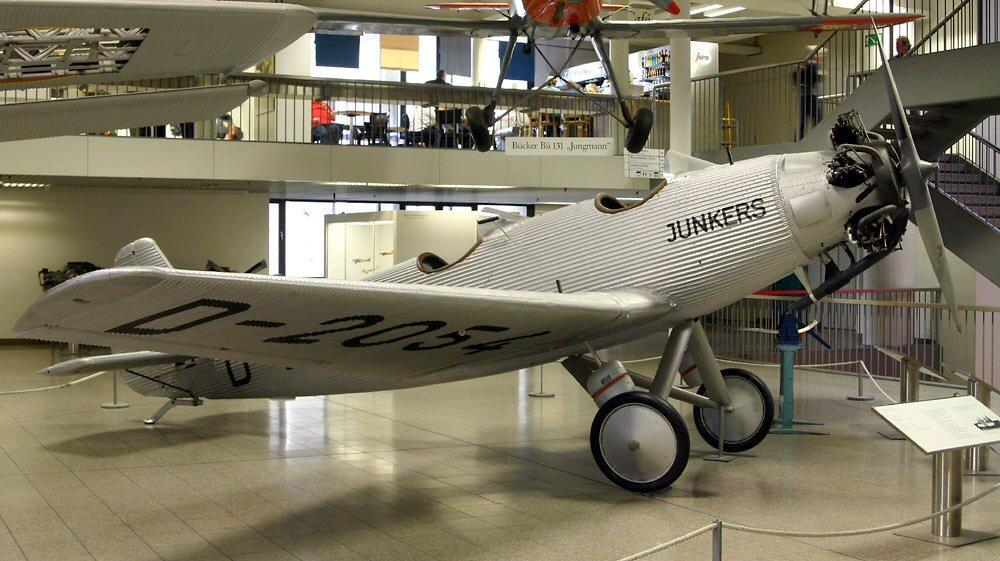
Junkers A50 v Německém muzeu v Mnichově

## Dochované exempláře
Jeden letoun s imatrikulací D-2054 je vystaven v Německém muzeu v Mnichově, který byl původně používán jako cvičné letadlo v „Deutsche Verkehrsflug“ v Norimberku. Letoun byl v roce 1933 prodán do Švýcarska a létal tam až do roku 1950, především jako turistický letoun.
Další letoun byl od roku 1976 v odletové hale terminálu 2 letiště Helsinky-Vantaa (HEL/EFHK). Väinö Bremer toto letadlo vlastnil od počátku 30. let. Letoun byl v roce 1939 "vyvlastněn" pro použití letectvem během války. Bremer používal OH-ABB do konce 50. let. Po smrti kpt. Bremera při letecké nehodě bylo letadlo prodáno do Dánska a z Dánska do Švédska. V roce 1967 ho získala finská letecká asociace (Suomen Ilmailuliitto). V roce 2018 byl vystavený letoun vrácen do finského Leteckého muzea (Suomen Ilmailumuseo) k renovaci.
Třetí letadlo bylo vyvezeno do Austrálie (VH-UCC, výr. č. 3517) v roce 1936 a po obnovení imatrikulace v roce 1959 (VH-MRR) létalo až do 90. let. Začátkem roku 2009 bylo toto A50 přepraveno do Německa do technologického muzea „Hugo Junkers“ v Dessau, kde čeká na restaurování. Je zapůjčeno od soukromého sběratele.

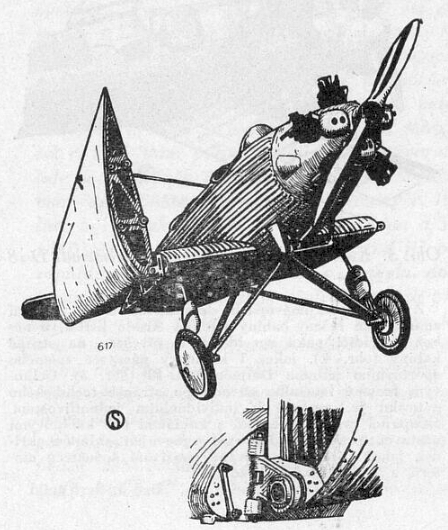
Junkers A 50, sklápění křídel (Letectví, říjen 1930)

## Uživatelé
- Německá říše
  - Junkers
  - DLH, DVL, Luftfahrtverein a soukromí piloti
- Finsko
  - Väinö Bremer, Suomen Ilmailukitto OY: D-1915/OH-ABB, výr. č. 3530 a Suojeluskuntain Yliesikunta Helsinki: OH-SKY/SK-1[19]
- Brazílie (3 letouny)
  - letecká společnost VARIG: D-1792/P-BAAH/PP-VAH, D-1803/P-BAAI/PP-VAI/PP-REL, P-BAAE/PP-VAE )[20]
- Bolívie (3 letouny)
  - Lloyd Aero Boliviano[21]
- Japonské císařství (D-1914/J-BESB)
  - Imperial Japanese Navy Air Service (Junkers A50 ce, výr. č. 3529)[22]
- Jižní Afrika (5 letounů)
  - Southwest African AW/South African Airways: ZS-ABV, ZS-ACJ, ZS-ACK, ZS-ACL, ZS-ADD[23]
- Maďarské království
  - 3 hydroplány: HA-JAA/Tisza, HA-JAB/Duna, HA-JAC/Balaton[24]
- Paraguay
- Portugalsko
- Spojené království
  - HR Trost/Croydon: G-AATH/D-2155 (prodán do Německa) a JJ Parkes/Heston: G-AAXB[25]
- Švédsko (3 letouny)
  - AB Flygindustri (SE-ACI, SE-ACM, SE-ACS)[26]
- Švýcarsko
  - W Borner/Geneve a Otto Wyrsch/Grenchen: D-2054/CH-358/HB-UXI[27]

## Specifikace

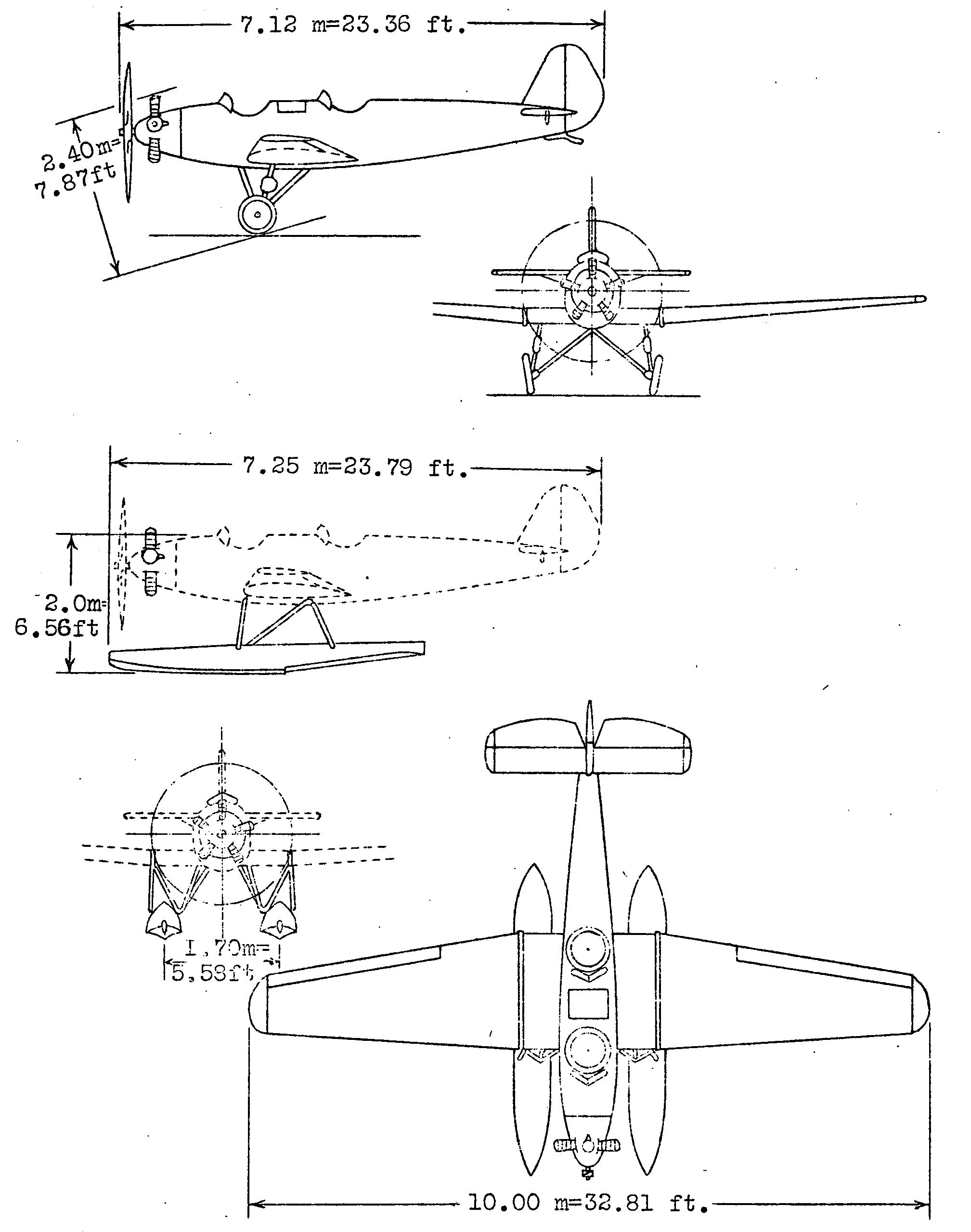
Junkers A 50 (3-view, NACA Aircraft Circular No.118)

Data pro A50 be podle

### Technické údaje
- Posádka: 1
- Cestující: 1
- Rozpětí: 10,00 m
- Délka: 7,12 m
- Výška: 2,40 m
- Nosná plocha: 13,70 m2
- Plošné zatížení: 43,80 kg/m2
- Hmotnost prázdného letounu: 360 kg
- Vzletová hmotnost: 600 kg
- Pohonná jednotka: 1× pístový, hvězdicový vzduchem chlazený pětiválcový motor Armstrong Siddeley Genet o výkonu 59 kW/81 k, později Armstrong Siddeley Genet II o výkonu 65 kW/87 k
- Vrtule: dvoulistá dřevěná s pevným nastavením

### Výkony
- Maximální rychlost: 164-172 km/h
- Cestovní rychlost: 140-145 km/h
- Přistávací rychlost: 75 km/h
- Dostup: 4 200 - 4 600 m
- Stoupavost: 2,8 m/s, do 3 000 m 21 minut
- Dolet: 600 km
- Vytrvalost: 5 h